# Alexander Kolyaskin Memorial 2008
L'Alexander Kolyaskin Memorial 2008 è stato un torneo di tennis facente parte della categoria ATP Challenger Series nell'ambito dell'ATP Challenger Series 2008. Il torneo si è giocato a Donec'k in Ucraina dall'8 al 14 settembre 2008 su campi in cemento e aveva un montepremi di $50 000+H.

## Vincitori

### Singolare
Igor' Kunicyn ha battuto in finale  Serhij Bubka con il punteggio di 6–3, 6–3

### Doppio
Xavier Malisse /  Dick Norman hanno battuto in finale  Harel Levy /  Noam Okun con il punteggio di 4–6, 6–1, [13–11]